# 日裔新西兰人
日裔新西兰人（Nikkei Nyūjirando-jin），可以指具有日本人血统的新西兰公民或者居住在新西兰的日本侨民。在19世纪90年代，首批日本人抵达了新西兰群岛，到1920年，有14名日本公民在新西兰定居。太平洋战争爆发后，新西兰当局禁止日本人移民该国，直到1950年左右禁令被废除。二战结束后，开始有少量的日本人再次前往新西兰定居，这批人大部分来自日本，少部分则来自拉丁美洲，移民潮直到20世纪90年代才开始激增。1997年时，日裔是新西兰的第19大民族，而在2018年的人口普查中，共有18,141名新西兰人拥有日裔血统。

## 延伸阅读
- Shirakawa, Mineko. "EXPERIMENTAL STUDY OF MORPHOLOGICAL CASE MARKING KNOWLEDGE IN JAPANESE-ENGLISH BILINGUAL CHILDREN IN CHRISTCHURCH NEW ZEALAND" ( （页面存档备份，存于）; master's degree thesis). University of Canterbury, 2013.